# Dugesia ectophysa
Dugesia ectophysa és una espècie de triclàdide dugèsid que habita l'aigua dolça de la República Democràtica del Congo.

## Morfologia
D. ectophysa pot arribar a mesurar fins a 24 mm de longitud i 6 mm d'amplada. Els ulls estan posicionats per davant de les aurícules. En alguns espècimens s'han observat ulls supernumeraris.